# Forum, Helsingfors
Forum är ett köpcentrum i centrala Helsingfors i kvarteret som avgränsas av Mannerheimvägen, Simonsgatan, Georgsgatan och Kalevagatan, även kallat Forumkvarteret. Det finns 30 100 kvadratmeter affärsyta i köpcentret och enligt en annan källa 70 000.
Köpcentrets huvudbyggnad öppnade 1985 i hörnet av Mannerheimvägen och Simonsgatan. På samma plats låg tidigare en affärsbyggnad i en våning från 1950-talet, med samma namn. Köpcentret har hela tiden utvidgats så att de flesta byggnader i kvarteret, åtminstone de nedre våningarna, hör till köpcentret. Många av kvarterets byggnader är från början av 1900-talet. 
Till köpcentret hör en underjordisk parkering med plats för 1 000 bilar. Parkeringen är förbunden med andra närbelägna byggnader genom tunnlar ända till Stockmann.
Förutom butiker finns det också olika tjänsteföretag i byggnaden, till exempel en privat läkarstation.  
Forum var länge det enda köpcentret i huvudstadsregionen i privat ägo. Köpcentret är märkbart tvåspråkigt eftersom det tidigare ägdes av finlandssvenska stiftelser med Föreningen Konstsamfundet i spetsen, som grundades 1940 av Amos Anderson. En stor del av stiftelsernas inkomster kommer av vinsterna kom Forum-verksamheten. De finlandssvenska stiftelserna sålde sin andel i Forum i juni 2017 efter tidigare affärer med fastigheter i samma kvarter under föregående år. Konstsamfundets dåtida VD Karl-Gustaf Berg var vid affären också och ordförande i Sponda.
I forumkvarteret belägna Amos Andersons tidigare bostadshus vid Georgsgatan verkade Amos Andersons konstmuseum fram till Amos Rex invigning i augusti 2018. Numera verkar Luckan, ett av Konstsamfundet grundad finlandssvenskt kulturcentrum i museumsbyggnaden.